# 刘棻 (清朝)
刘棻，清朝人物，中日甲午战争时期天津军械局的一名书办，相当于书记员。可以经手北洋水师军械弹药的相关报表。经由同样被收买的清兵汪开甲的引荐，被日本间谍石川伍一收买，泄露了北洋水师军械的详细表单情报、尤其还泄露了中国即将运送1100名士兵到朝鲜的情报，石川由此向日本海军提供了高升号运兵船的出发时间、路线等具体情报，日本海军从而策划了高升号事件，挑起了甲午战争。 刘棻最后和石川双双被捕，石川被枪决，刘棻则被斩首。